# خانه

یک نماد از نماد خانه

خانه (فارسی) یا مَنزِل (عربی) به انگلیسی (Home) در معنای عام، به معنای یک فضای اختصاصی است. در زبان فارسی و چند زبان دیگر، خانوو (به کردی)، خان (به اچمی)، واژه خانه با واژه‌هایی مانند آشپز، رختشور، سرباز و اسلحه ترکیب شود تا دلالت بر اختصاص یک فضا به فعالیت‌ معینی کند.
یک خانه مکانی امن برای استراحت کردن، زندگی کردن و آسودن است در این مکان، معمولاً یک فرد یا یک خانواده، زندگی می‌کنند و وسایل خود را در آن، نگهداری می‌کنند. در فرهنگ سنتی و عامه ایرانی، گاه از اصطلاحات «چهاردیواری (چاردیواری)، کاشانه یا منزل» به جای خانه، استفاده می‌شود.
خانه‌های جدید شامل سرویس‌های بهداشتی و امکانات تهیه غذا نیز هستند اما در برخی مناطق، همچنان برخی اقوام، دارای خانه‌هایی هستند که پیشرفت نکرده اند و از امکانات رفاهی یا حتی مکان ثابتی، برخوردار نیستند. چادرنشینی یکی از انواع این نوع زندگی است. 

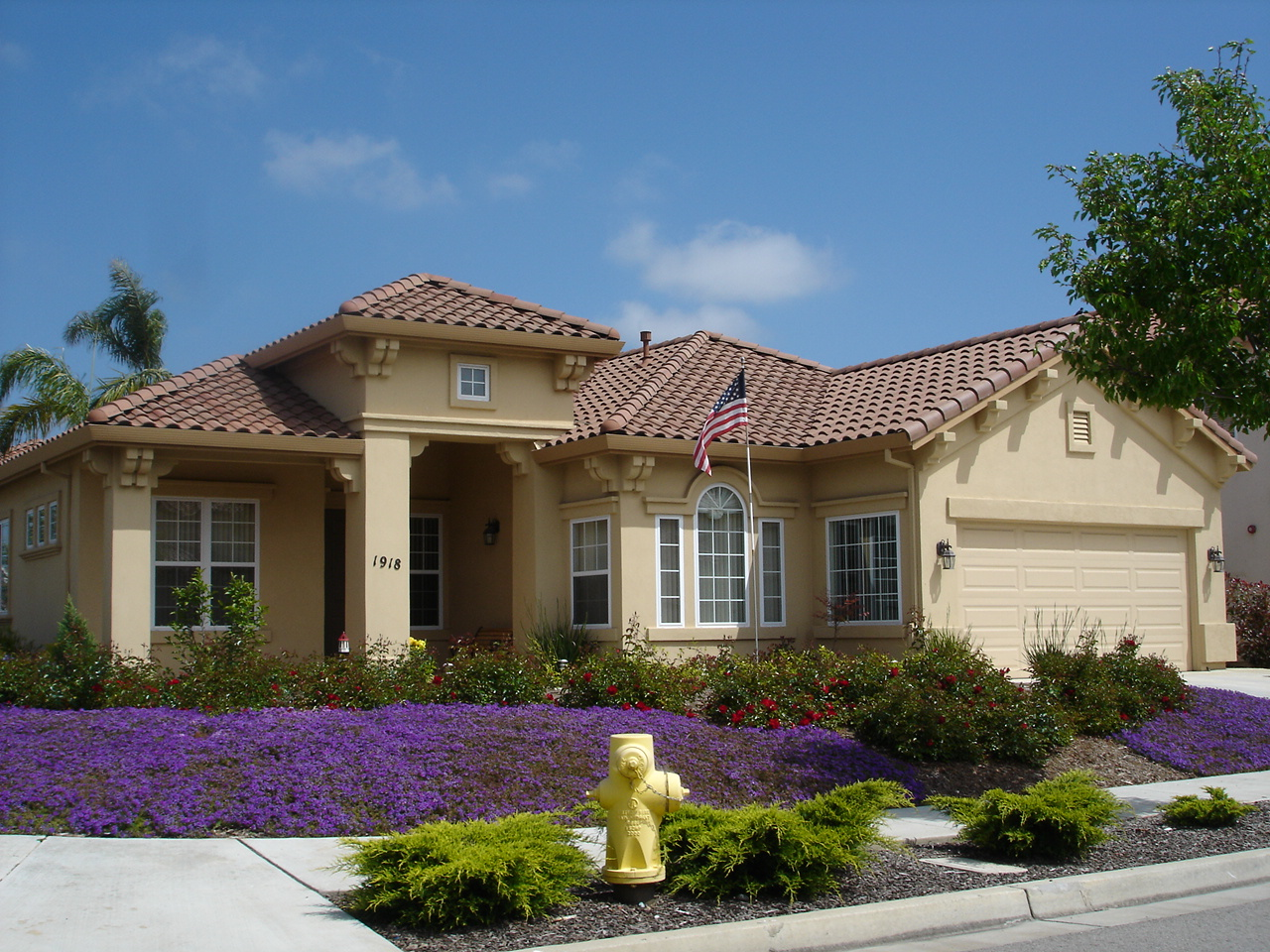
یک نمونه خانهٔ ویلایی

خانه معمولاً خصوصی‌ترین ملک یک فرد یا یک خانواده در اجتماع است که از امنیت و حریمی مشخص و ویژه برخوردار است.
امروزه به دلیل کمبود زمین در شهرها خانه‌ها بیشتر به صورت آپارتمان ساخته می‌شوند.

## تعریف
به استناد معنی واژهٔ خانه در لغت‌نامه دهخدا، «خانه جایی است که در آن آدمی سکنی می‌کند.»
در زبان فارسی میانه این کلمه به صورت خانک یا خانگ به کار می‌رفته و در زبان قدیمی ایرانی به شکل âhana به معنای جا و محل بوده‌است که از ân و hân گرفته شده‌است.

## طبقه‌بندی

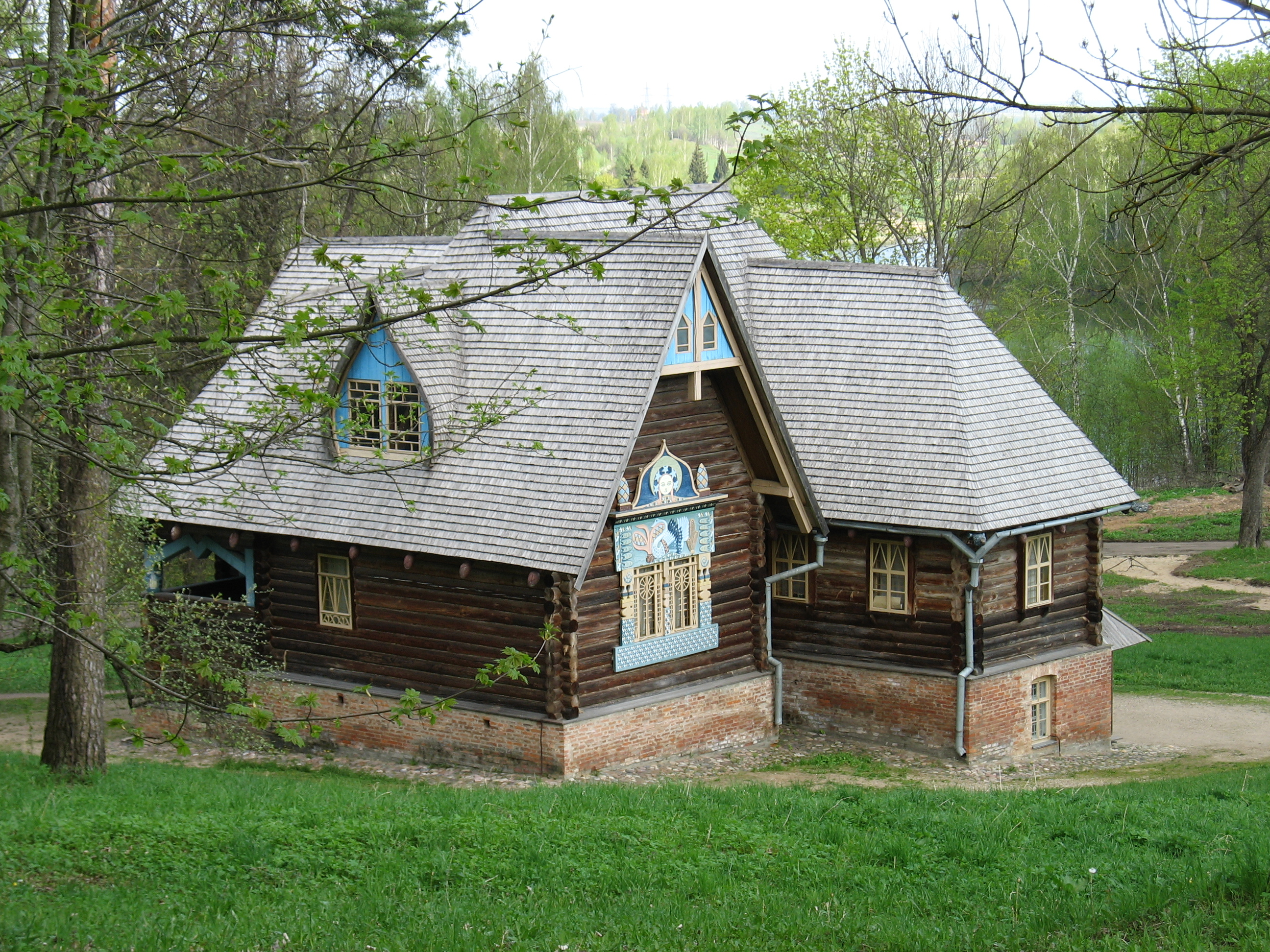
یک نمونه خانهٔ چوبی در شرق اروپا

### از دیدگاه مصالح ساختمانی
- خانه لوله‌ای
- خانه گلی
- خانه خشتی
- خانه سیمانی
- خانه فلزی
- خانه چادری
- خانه برفی
- خانه سنگی

### از دیدگاه ساختمان‌سازی
- خانه ویلایی
- خانه آپارتمانی
- خانه به سبک مزرعه‌داری